# Mungwi
Mungwi – miasto w północno-wschodniej Zambii, w Prowincji Północnej. Według danych szacunkowych na rok 2010 liczyło 7 831 mieszkańców.